# 三輪實
三輪 實（みわ みのる、1946年（昭和21年）10月 - ）は、日本の工学者。岐阜大学工学部名誉教授。工学博士（大阪市立大学）。

## 経歴
愛知県海部郡八開村（現・愛西市）生まれ。1965年（昭和40年）愛知県立津島高等学校卒業。1969年（昭和44年）岐阜大学工学部繊維工学科卒業。1971年（昭和46年）同大学院工学研究科繊維工学専攻修士課程修了。
東洋化学株式会社勤務を経て、1975年（昭和50年）に岐阜大学工学部助手、1988年（昭和63年）に助教授、1995年（平成7年）に教授となった。
2008年（平成20年）、同大学金型創成技術研究センター長。2012年（平成24年）、名誉教授。

## 研究
- 繊維強化の特性の予測の発展性。
- 高分子フイルムの多機能化。
- 樹脂と繊維の接着の強度測定する日本で最初にフラグメンテーション法を開発した。

## シンポジュウム
- 第1回先進プラズマ科学とその応用に関する「国際シンポジュウム」

　ISPlsma2009 2009年3月8日～11日 名古屋大学1B電子情報館。

## 受賞
- 1984年（昭和59年）、繊維学会論文賞[1]
- 2000年（平成12年）、日本歯科理工学会論文賞[1]
- 2010年（平成22年）、繊維学会功績賞[4]
- 2011年（平成23年）、第61回岐阜新聞大賞（学術部門）[4]